# حزقيال غوتيريز
حزقيال غوتيريز (بالإسبانية: Juan Gutiérrez)‏ هو كاهن كاثوليكي إسباني، ولد في 1578 في مدريد في إسبانيا، وتوفي في 20 مارس 1649 في فيدجيفانو في إيطاليا.